# Alfabet turcman
L'alfabet turcman és una variant de l'alfabet llatí emprada al Turkmenistan. Està basat en l'alfabet turc, però amb diferències: la c turca queda reemplaçada per la j; i Ž reemplaça la j turca. També s'han afegit les lletres Ä i Ň per representar els sons [æ] i [ŋ] respectivament.
A començaments del segle xx, quan l'idioma turcman començà a escriure's, se solia fer amb l'alfabet àrab, però després es feu servir el llatí des del 1928. El 1940, per influència soviètica, el Turkmenistan adoptà l'alfabet ciríl·lic, i es creà un alfabet ciríl·lic específic per al turcman. Quan el Turkmenistan s'independitzà el 1991, el president Saparmurat Niàzov ordenà tornar immediatament a utilitzar l'alfabet llatí. Quan fou reintroduït inicialment es pensava que tenia lletres rares, com la lliura (£), el dòlar ($) o el ien (¥) o símbols de cèntims (¢), però després aquestes lletres es reemplaçaren per d'altres més properes a l'alfabet llatí.

## Taula amb els alfabets llatí i ciríl·lic
| Alfabet llatí | Alfabet ciríl·lic | Valor fonètic | En català              |
| ------------- | ----------------- | ------------- | ---------------------- |
| A a           | А а               | [a, aː]       | casa                   |
| B b           | Б б               | [b]           | Balaguer               |
| Ç ç           | Ч ч               | [tʃ]          | cotxe                  |
| D d           | Д д               | [d]           | Darnius                |
| E e           | Е е               | [je], [e]     | hiena, església        |
| Ä ä           | Ә ә               | [æ, æː]       | en anglès hat          |
| F f           | Ф ф               | [ɸ]           | foc                    |
| G g           | Г г               | [ɡ~ʁ]         | gat                    |
| H h           | Х х               | [h~x]         | hac aspirada           |
| I i           | И и               | [i, iː]       | il·lusió               |
| J j           | Җ җ               | [dʒ]          | metge                  |
| Ž ž           | Ж ж               | [ʒ]           | Girona                 |
| K k           | К к               | [k~q]         | cafè                   |
| L l           | Л л               | [l]           | lògica                 |
| M m           | М м               | [m]           | molí                   |
| N n           | Н н               | [n]           | nau                    |
| Ň ň           | Ң ң               | [ŋ]           | sang                   |
| O o           | О о               | [o, oː]       | fórmula                |
| Ö ö           | Ө ө               | [ø, øː]       | en francès sœur        |
| P p           | П п               | [p]           | porta                  |
| R r           | Р р               | [r]           | cara                   |
| S s           | С с               | [θ, s]        | en anglès thick        |
| Ş ş           | Ш ш               | [ʃ]           | xocolata               |
| T t           | Т т               | [t]           | tresor                 |
| U u           | У у               | [u, uː]       | únic                   |
| Ü ü           | Ү ү               | [y, yː]       |                        |
| W w           | В в               | [β]           | en francès voiture     |
| Y y           | Ы ы               | [ɯ, ɯː]       |                        |
| Ý ý           | Й й               | [j]           | rei                    |
| Z z           | З з               | [ð, z]        | en anglès there, zebra |